# إدوين أ. كولفين
إدوين أ. كولفين هو سياسي أمريكي، ولد في 20 مارس 1927، وتوفي في 26 يناير 2015. نشط حزبياً في الحزب الجمهوري. وقد انتخب عضو مجلس نواب فيرمونت ‏.